# Schweizer Badmintonmeisterschaft 2022
Die Schweizer Badmintonmeisterschaft 2022 fand am 5. und 6. Februar 2022 in Widen statt. Zwei Wochen zuvor, am 22. und 23. Januar 2022, fand in Adliswil die Qualifikation zur Meisterschaft statt.

## Medaillengewinner
| Disziplin    | Gold                             | Silber                                 | Bronze                                |
| ------------ | -------------------------------- | -------------------------------------- | ------------------------------------- |
| Herreneinzel | Nicolas A. Müller                | Joel König                             | Christian Kirchmayr                   |
| Herreneinzel | Nicolas A. Müller                | Joel König                             | Tobias Künzi                          |
| Dameneinzel  | Ronja Stern                      | Milena Schnider                        | Indira Dickhäuser                     |
| Dameneinzel  | Ronja Stern                      | Milena Schnider                        | Dounia Pelupessy                      |
| Herrendoppel | Mathias Bonny Gilles Tripet      | Joel König Tobias Künzi                | Thibault Bernetti Anthony Dumartheray |
| Herrendoppel | Mathias Bonny Gilles Tripet      | Joel König Tobias Künzi                | Andreas Zbinden Patrick Zbinden       |
| Damendoppel  | Nadia Fankhauser Caroline Racloz | Cloé Brand Julie Franconville          | Nora Lang Annalisa Lauber             |
| Damendoppel  | Nadia Fankhauser Caroline Racloz | Cloé Brand Julie Franconville          | Marianne Aellen Franca Schmid         |
| Mixed        | Nicolas A. Müller Ronja Stern    | Anthony Dumartheray Julie Franconville | Minh Quang Pham Caroline Racloz       |
| Mixed        | Nicolas A. Müller Ronja Stern    | Anthony Dumartheray Julie Franconville | Benedikt Schaller Nicole Schaller     |